# Стримба (хребет)
Стри́мба — гірський хребет в Українських Карпатах, у масиві Горгани (Внутрішні Горгани). Розташований на межі Міжгірського і Тячівського районів Закарпатської області. 
Хребет Стримба простягається з півночі на південь. Протяжність лінії хребта (від північних відногів гори Стримба до південних відногів гори Стреминіс) — 5 км. Зі сходу хребет обмежений долиною річки Мокрянки (притока Тересви), із заходу — долиною річки Сухар (притока Тереблі). З півдня сідловиною перевалу Присліп хребет відмежований від масиву Красна. 
Вершини покриті кам'яними осипами. Хребет сильно порослий жерепом, у підніжжі — буково-ялицеві ліси. 
Західні схили хребта лежать у межах Національного природного парку «Синевир». Найближчий населений пункт — село Колочава.